# (2786) Grinevia
(2786) Grinevia es un asteroide perteneciente al cinturón de asteroides descubierto por Nikolái Stepánovich Chernyj el 6 de septiembre de 1978 desde el Observatorio Astrofísico de Crimea, en Naúchni.

## Designación y nombre
Grinevia fue designado inicialmente como 1978 RR5.
Posteriormente, en 1984, se nombró en honor del escritor ruso Aleksandr Grin (1880-1932).

## Características orbitales
Grinevia orbita a una distancia media del Sol de 2,605 ua, pudiendo acercarse hasta 2,146 ua y alejarse hasta 3,065 ua. Tiene una excentricidad de 0,1763 y una inclinación orbital de 13,24 grados. Emplea en completar una órbita alrededor del Sol 1536 días.

## Características físicas
La magnitud absoluta de Grinevia es 11,8 y el periodo de rotación de 2,911 horas.